# Francesco Gabriotti
Francesco Gabriotti (Roma, 12 agosto 1914 – Roma, 11 febbraio 1987) è stato un calciatore italiano, di ruolo difensore o centrocampista.

## Carriera
Dopo aver vinto la finale romana del campionato ULIC ragazzi 1929-1930 con l'Alba Roma, perde la doppia finale contro i Balon Boys di Torino nel 1930.
Nel 1932 torna in maglia biancoceleste, indossata fino al 1936, anno in cui vince le Olimpiadi di Berlino, ma poche settimane dopo un grave incidente pone fine alla sua promettente carriera.

## Palmarès

### Nazionale
- Oro olimpico: 1

Berlino 1936

## Statistiche

### Cronologia presenze e reti in nazionale
| Cronologia completa delle presenze e delle reti in nazionale ― Italia | Cronologia completa delle presenze e delle reti in nazionale ― Italia | Cronologia completa delle presenze e delle reti in nazionale ― Italia | Cronologia completa delle presenze e delle reti in nazionale ― Italia | Cronologia completa delle presenze e delle reti in nazionale ― Italia | Cronologia completa delle presenze e delle reti in nazionale ― Italia | Cronologia completa delle presenze e delle reti in nazionale ― Italia | Cronologia completa delle presenze e delle reti in nazionale ― Italia |
| Data                                                                  | Città                                                                 | In casa                                                               | Risultato                                                             | Ospiti                                                                | Competizione                                                          | Reti                                                                  | Note                                                                  |
| --------------------------------------------------------------------- | --------------------------------------------------------------------- | --------------------------------------------------------------------- | --------------------------------------------------------------------- | --------------------------------------------------------------------- | --------------------------------------------------------------------- | --------------------------------------------------------------------- | --------------------------------------------------------------------- |
| 15-8-1936                                                             | Berlino                                                               | Austria                                                               | 1 – 2 dts                                                             | Italia                                                                | Olimpiadi 1936 - Finale                                               | -                                                                     | 1º titolo olimpico                                                    |
| Totale                                                                |                                                                       | Presenze                                                              | 1                                                                     |                                                                       | Reti                                                                  | 0                                                                     |                                                                       |